# Вебер, Хериберт
Херибе́рт Ве́бер (нем. Heribert Weber; родился 28 июня 1955 в Пёльсе, Штирия, Австрия) — австрийский футболист и футбольный тренер. За свою карьеру в качестве игрока он пять раз становился чемпионом Австрии, четыре раза — обладателем кубка и достигал финалов еврокубков с двумя разными клубами.

## Карьера игрока

### Клубная карьера
До своего 18-летия Вебер учился на наборщика текста, а после — занялся футболом и стал игроком местного «Пёльса». В 1973 году Хериберт был замечен представителями клуба из высшего дивизиона, «Штурма», полноценным игроком команды он стал через год. С командой из Граца в 1975 году он под руководством тренера Карла Шлехта достиг финала кубка, также тот год ознаменовался его первым вызовом в национальную сборную. Шлехт отправился в «Рапид Вена» в январе 1978 года, летом того же года к своему тренеру присоединился Вебер.
В составе зелёно-белых Вебер, несмотря на небольшой рост как для защитника (180 см), вскоре стал игроком основы и отпраздновал свой первый большой успех. С 1978 по 1989 год защитник (либеро) забил 39 голов в 315 матчах лиги и выиграл четыре чемпионата с венской командой, столько же триумфов было и в кубке. Вебер забил в еврокубках три гола и также был членом команды, которая в 1984/85 сезоне под руководством тренера Отто Барича вышла в финал Кубка обладателей кубков. Сам финал, состоявшийся 15 мая 1985 года в Роттердаме, завершился проигрышом со счётом 1:3 «Эвертону».
В 1989 году, будучи капитаном «Рапида», в возрасте 34 лет Вебер перешёл в «Аустрия Зальцбург». В Зальцбурге Хериберт Вебер снова выступал под руководством тренера Отто Барича, в 1994 году команда стала вице-чемпионом Австрии. В сезоне 1993/94 он в 39-летнем возрасте с Зальцбургским клубом второй раз в своей карьере достиг финала еврокубка — Кубка УЕФА. В обоих финалах Кубка УЕФА против «Интернационале» «Аустрия» проиграла с минимальным счётом, причём во втором матче австрийцам пришлось отказаться от нескольких ключевых игроков из-за травм и дисквалификаций. После этого сезона капитан «Аустрии» закончил свою карьеру и стал тренером.
Всего за карьеру Хериберт Вебер сыграл в 581 матче и забил 57 голов, играя на позиции защитника. Он также провёл 63 матча в еврокубках, где забил 3 гола.

### Национальная сборная
Его дебют в национальной сборной состоялся 28 апреля 1976 года, матч завершился победой с минимальным счётом над Швецией. Позднее Вебер стал капитаном команды, сыграв в итоге 68 матчей за сборную Австрии и забив один гол. Также он провёл три игры на чемпионатах мира 1978 и 1982 года, его последней игрой в футболке сборной был матч квалификации к ЧМ-1990 25 октября 1989 года, он закончился поражением со счётом 0:3 от сборной Турции в Стамбуле.

## Карьера тренера
После окончания карьеры в качестве игрока Вебер стал тренером «Пуха», с которым он вылетел из второй лиги в сезоне 1994/95. С 1995 по 1996 год он был тренером молодёжных (U-18 и U-19) сборных Австрии, а затем был предложен на пост тренера своего бывшего клуба «Аустрия Зальцбург».

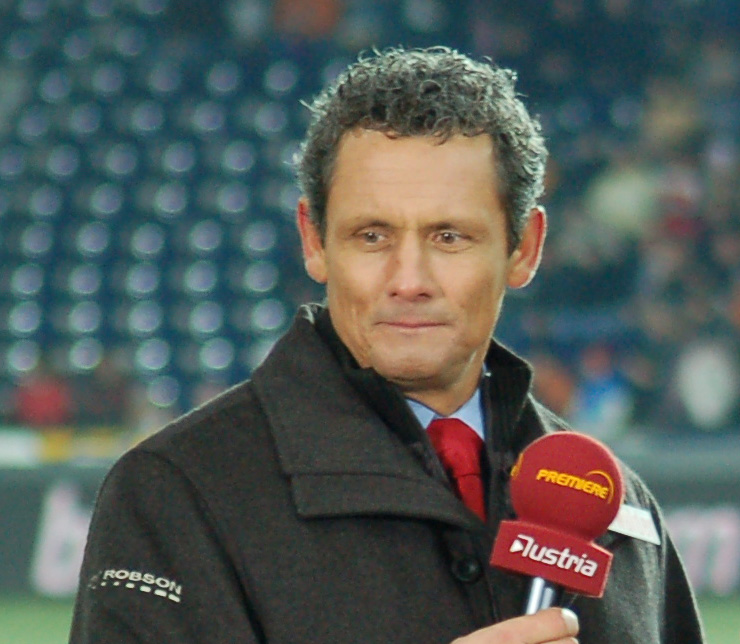
Вебер даёт интервью (2005 год)

Команда из Зальцбурга после ухода многих участников еврокубков и топ-игроков (Пфайфенбергер, Юрчевич, Фейерсингер, Младенович, Артнер, Фюрсталлер и Штадлер) переживала время кризиса. Вебер понимал серьёзность ситуации, поэтому усилил команду некоторыми новыми приобретениями, чтобы сформировать новый коллектив, и сенсационно выиграл в сезоне 1996/97 с «Аустрией Зальцбург» титул чемпиона. Однако в полуфинале кубка его команда проиграла в серии послематчевых пенальти венскому «Фёрсту». В сезоне 1997/98 клуб из Зальцбурга не смог защитить титул чемпиона, а в квалификации Лиги чемпионов команда уступила «Спарте» из Праги из-за слабой игры в гостях. Тем не менее, Вебер сделал себе репутацию хорошего тренера, потому что выиграл титул в прошлом году, и спортивный директор «Рапида» пригласил его сменить у руля команды Эрнста Докупила в мае 1998 года.
В первом сезоне Вебера с «Рапидом» команда финишировала на втором месте в чемпионате после «Штурм Грац». Контракт с клубом был рассчитан до 30 мая 2000 года, далее Вебер почти полтора года тренировал клуб со второго дивизиона Германии, «Саарбрюккен». В июле 2003 года Вебер был назначен тренером команды «Унтерсиебенбрунн», с которой выиграл первую лигу Австрии осенью 2003 года. После окончания контракта с клубом Хериберт Вебер работал на телевидении компания «Sky Deutschland» в качестве эксперта по футболу и транслировался раз в неделю по радио в рамках футбольной программы.
С 1 августа 2008 года до лета 2010 года Хериберт Вебер работал спортивным директором «Адмира Ваккер (Мёдлинг)».